# برونو أندرادي
برونو أندرادي (2 مارس 1989 بساو برناردو دو كامبو في البرازيل - ) هو لاعب كرة قدم برازيلي في مركز الهجوم. لعب مع سانتو أندريه ونادي ريجينا ونادي سينت ترويدن وهيلموند سبورت ونادي أوداكس ريو وغراميو اساسكو اوداكس اسبورت كلوب وسان ماركوس دي أريكا ‏.

## وصلات خارجية
- برونو أندرادي على موقع قاعدة بيانات كرة القدم.إي يو (الإنجليزية)
- برونو أندرادي على موقع Soccerway.com (الإنجليزية)
- برونو أندرادي على موقع عالم كرة القدم.نت (الإنجليزية)